# 前321年
| 千纪： | 前1千纪 |
| 世纪： | 前5世纪 \| 前4世纪 \| 前3世纪 |
| 年代： | 前350年代 \| 前340年代 \| 前330年代 \| 前320年代 \| 前310年代 \| 前300年代 \| 前290年代                                                                                      |
| 年份： | 前326年 \| 前325年 \| 前324年 \| 前323年 \| 前322年 \| 前321年 \| 前320年 \| 前319年 \| 前318年 \| 前317年 \| 前316年                                                        |
| 纪年： | 周顯王四十八年 魯平公二年 齊威王三十六年 趙武靈王五年 魏惠王後十四年 韓宣惠王十二年 秦惠文王四年 楚懷王八年 宋康王八年 衛嗣君十四年 燕易王十二年 越王無彊二十二年 中山王七年 |

## 大事记
- 亞洲
  - 中國
    - 周顯王崩，子周慎靚王定立。
    - 燕易王薨，子燕王噲立。
    - 齊田嬰為靖郭君，子孟嘗君田文嗣立。

  - 印度
    - 旃陀羅笈多在考底利耶的協助下攻克了摩揭陀的都城華氏城，自立為摩揭陀國王，建立孔雀王朝，並擊潰了亞歷山大大帝遺留的馬其頓軍。
- 歐洲
  - 馬其頓
    - 特里帕拉迪蘇斯分封協議
    - 克拉特魯斯和亞美尼亞總督涅俄普托勒摩斯在赫勒斯滂海峽附近的一場戰役被歐邁尼斯徹底擊潰，涅俄普托勒摩斯戰死，克拉特魯斯則傷重不治。

## 逝世
- 克拉特魯斯（約公元前370年—前321年），亞歷山大大帝麾下一名大將及繼業者之一。